# 侯孝賢
侯孝賢（1947年4月8日—）是臺灣電影導演，其電影在國內外各大重要影展獲得重大獎項，為台灣新電影代表人物之一。曾榮獲三屆金馬獎最佳導演獎，1989年的《悲情城市》获得第46屆威尼斯影展金獅獎，1993年憑借《戲夢人生》获得第46屆坎城影展評審團獎。2015年以《刺客聶隱娘》獲得第68屆坎城影展最佳導演獎及第52屆金馬獎最佳導演獎與金馬獎最佳劇情片獎。2020年獲得第57屆金馬獎終身成就獎。其喜愛使用長鏡頭、空鏡頭與固定鏡位，讓人物直接在鏡頭中說故事，是他電影的一大特色。目前是臺灣電影文化協會榮譽理事長。

## 生平
侯孝賢出生於廣東省梅縣（今梅州市梅縣區），具有臺灣外省人及客家人之雙重身分，父親原本為當地的教育科長，後來在1948年全家移民到臺灣高雄縣鳳山鎮（今鳳山區）。侯孝賢童年及青春期都在鳳山度過，中學時就讀臺灣省立鳳山中學（今國立鳳山高級中學）。
侯孝賢說小時候因為「把家裡的錢都拿去賭博」，他哥姐都認為他無可救藥，直到接到兵役通知單，「我很高興我去當兵了，我有一種自覺，要跟以前的生活『喀嚓』。」他把身上所有當票，包括當掉父親手錶拿到的當票，全部撕掉。退伍後考上國立台灣藝術專科學校電影科（今國立臺灣藝術大學電影系）並順利畢業。
侯孝賢說，當兵時決定從事電影行業，因為休假都會去看電影，最多一天趕4部片子。「但那時候只是喜歡電影，要做什麼其實一點都沒有概念。」一直到從國立藝專電影科畢業，當副導演、編劇，也還沒想要當導演。他表示，最早想要當演員，讀書時還曾參加過歌唱比賽，結果緊張到沒有聲音，初賽就被淘汰。後來參與拍電影，發現演員都要180公分又帥，決定當幕後人員。

### 電影生涯
侯孝賢在1973年踏入電影界，擔任李行導演《心有千千結》的場記，借此慢慢的累積經驗，1975年開始編劇第一個劇本是賴成英執導的《桃花女鬥周公》，並兼任副導演。在1980年，侯孝賢執導第一部電影作品《就是溜溜的她》（1981年上映）。然後在1983年，他投資拍攝《小畢的故事》，擔任副導演與編劇，自此開啟「臺灣新電影」風潮。同年與另外兩位導演萬仁跟曾壯祥合拍的《兒子的大玩偶》，是第一部全臺語發音的文藝片，開始小有名氣，並且開始拍攝寫實性較高的電影，例如《風櫃來的人》和《冬冬的假期》。《風櫃來的人》也獲得法國南特三大洲影展最佳影片獎。
在戒嚴風氣漸退之下，侯孝賢首先拍攝了自傳性的電影《童年往事》，由於內容涉及批判當時的國民政府，他在尋找合作的過程十分艱辛。後來他又拍攝《戀戀風塵》，打破了過去國片過度矯情、虛偽的內容，是一部著重寫實的文藝愛情片，並受到許多國際影評及大導演的喜愛（例如羅傑·艾伯特及馬丁·史柯西斯就曾在影評節目上提到這部片子）。
1992年，侯孝賢創立「侯孝賢電影社有限公司」，經營電影製作和發行，是「三三電影製作有限公司」的前身。
真正使侯孝賢在國際上享有一定知名度的是臺灣三部曲（或稱悲情三部曲《悲情城市》、《戲夢人生》與《好男好女》），確立了臺灣電影大師的地位。其中《悲情城市》是第一部獲得威尼斯影展金獅獎的台灣電影。而《戲夢人生》則獲得坎城影展評審團獎。侯孝賢擔綱監製的《大紅燈籠高高掛》也曾入圍奧斯卡最佳外語片獎。《海上花》（1998）以19世紀末的舊上海為背景。2001年，侯孝賢執導了一部紀念日本導演小津安二郎100年誕辰的日語電影《珈琲時光》。2005年，侯孝賢執導電影《最好的時光》，該片講述了三個時間段（1966、1911、2005）的三段愛情故事，皆由演員張震、舒淇主演；此片也普遍被認為是侯孝賢創作歷程的總回顧。
侯孝賢在2006年前往法國拍攝法語電影《紅氣球之旅》，首度與茱麗葉·畢諾許合作。2007年，應坎城影展之邀，執導坎城影展60周年紀念短片集浮光掠影─每個人心中的電影院（Chacun son Cinéma）之一的《電姬館》。他在2009年開始擔任金馬獎執委會主席，2014年金馬獎執委會主席職務由張艾嘉接任。侯孝賢於2010年執導上海世界博覽會台北館的導覽影片。2015年《刺客聶隱娘》入選坎城影展競賽單元角逐最高榮譽金棕櫚獎，最終獲得最佳導演獎，侯孝賢成为史上第二位獲得坎城影展最佳導演的台灣導演，前一位是杨德昌。目前是台灣電影文化協會榮譽理事會長。侯孝賢的代表作還有：《冬冬的假期》、《童年往事》、《戀戀風塵》、《南國再見，南國》、《海上花》等；與他經常合作的作家有朱天文、吳念真等人。除了拍攝電影，亦聲援社會運動，如移工、外籍配偶、土地和古蹟的保存等議題。

### 退休
2023年10月25日，根據媒體《独立一线》引述湯尼·雷恩斯在倫敦花園電影院舉辦《童年往事》放映會上宣布，侯孝賢當前已經正式退休。該消息已獲放映會策展人喬治·克洛斯威特（George Crosthwait）證實，兩人一致表示侯孝賢將不再執導電影。此外，侯孝賢的臺北工作室已經關閉，所有員工，包括助理都已被解僱。侯孝賢的兒子同日發聲明證實侯孝賢罹患阿茲海默症，但對電影熱情不變。

## 執導風格演進
侯孝賢說，一開始拍電影，為了商業目的，所以編得要好笑，他的第1、2部電影《就是溜溜的她》、《風兒踢踏踩》走這種風格，很好笑，因而賣座。
侯孝賢說，早期拍片沒有考慮電影形式的問題，寫好劇本就拍，直到很多從國外學電影回來的人分享，才知道電影有很多拍攝形式。以致《風櫃來的人》劇本寫好了，卻不知道怎麼拍。那時候編劇朱天文拿小說《沈從文自傳》給侯孝賢看。他說，這本小說有種俯視的觀點，「好像世界上發生種種悲傷的事情，都很客觀地在看。」因此他拍《風櫃來的人》一直跟攝影師講說：「遠一點、遠一點」、「冷一點、冷一點」。
1980至1990年代的台灣新電影時期也影響侯孝賢執導風格。吳念真回憶，1980年代中央電影公司總經理明驥認為台灣電影發展已遇瓶頸，應找一些新人拍片。包括當時許多在美國念書的導演歸國找不到工作機會，中影看過他們的作品後，從中挑了幾位導演拍戲。「當時中影認為讓一個導演拍一部電影，要花長時間，台灣才會有很多新導演，如果一部電影有4個導演拍，就一次可以製造4個新導演」。
吳念真提到，當時中影找了侯孝賢及陳坤厚負責製作，由侯孝賢、曾壯祥、萬仁執導電影《兒子的大玩偶》（此片又分3個篇章，侯孝賢、曾壯祥及萬仁分別執導〈兒子的大玩偶〉〈小琪的那頂帽子〉〈蘋果的滋味〉）侯孝賢也說，他自《兒子的大玩偶》開始，接觸台灣新電影時期導演，「才真正感覺可以在電影上認真思考跟做一些事情」。
侯孝賢說，當時香港電影界也有香港新浪潮運動，他在香港接觸到該批導演，包括徐克、許鞍華及方育平等人，「他們一起工作，彼此互相討論、幫忙，這種團隊大家合在一起的感覺蠻不錯的」。
新電影時期代表導演之一陳國富表示，當時在楊德昌的木造日式小屋家中，聚集所有台灣新電影時期的代表人物，包括侯孝賢、楊德昌、柯一正及萬仁等，楊德昌會在白板寫下關於電影的各式想法，大家彼此討論。陳國富表示，他跟侯孝賢、楊德昌等，頻繁交換對製作電影的想法，幾乎每1到2天就碰一次面，持續了5、6年之久。
吳念真表示，《兒子的大玩偶》之後，侯孝賢執導《風櫃來的人》，他看了嚇一跳，可以清清楚楚看到侯孝賢跟以前的電影告別了，也有了自信。他認為《風櫃來的人》是侯孝賢重要的起步及改變，「那種跳躍是從1樓直接跳到8樓」。
但拍《冬冬的假期》侯孝賢還是面臨要用什麼形式表達的問題。那時在楊德昌家裡，楊給侯孝賢看皮耶·保羅·帕索里尼執導的《Oedipus Rex》，「看了之後覺得好清楚喔，完全了解導演為什麼用這樣的鏡頭，不論是主、客觀，或是角色本身的視角。」侯孝賢說，拍《冬冬的假期》讓他了解拍電影有2個視角，包括導演的客觀視角，呈現導演腦筋想的或眼睛看到的，還有角色視角。侯孝賢後來接著拍《童年往事》，更是吳念真認為台灣至今最好的電影。
侯孝賢提到，小時候在鳳山爬上芒果樹偷摘芒果，會在樹上吃完芒果才拿幾顆芒果離開。他印象很深刻，在樹上吃芒果很明顯感受到時間跟空間，有一股很寂寞的感覺、心情，「我想這跟後來能拍電影可能有很大的關連，就是你好像有一個角度突然停下來，感覺身處的時間跟空間」。

## 榮譽

### 坎城影展
| 年份 | 頒獎典禮       | 獎項       | 影片           | 結果 |
| ---- | -------------- | ---------- | -------------- | ---- |
| 1993 | 第46屆坎城影展 | 評審團獎   | 戲夢人生       | 獲獎 |
| 1993 | 第46屆坎城影展 | 金棕櫚獎   | 戲夢人生       | 提名 |
| 1995 | 第48屆坎城影展 | 金棕櫚獎   | 好男好女       | 提名 |
| 1996 | 第49屆坎城影展 | 金棕櫚獎   | 南國再見，南國 | 提名 |
| 1998 | 第51屆坎城影展 | 金棕櫚獎   | 海上花         | 提名 |
| 2001 | 第54屆坎城影展 | 金棕櫚獎   | 千禧曼波       | 提名 |
| 2005 | 第58屆坎城影展 | 金棕櫚獎   | 最好的時光     | 提名 |
| 2015 | 第68屆坎城影展 | 金棕櫚獎   | 刺客聶隱娘     | 提名 |
| 2015 | 第68屆坎城影展 | 最佳導演獎 | 刺客聶隱娘     | 獲獎 |

### 威尼斯影展
| 年份 | 頒獎典禮         | 獎項               | 影片     | 結果 |
| ---- | ---------------- | ------------------ | -------- | ---- |
| 1989 | 第46屆威尼斯影展 | 金獅獎             | 悲情城市 | 獲獎 |
| 1989 | 第46屆威尼斯影展 | 聯合國教科文組織獎 | 悲情城市 | 獲獎 |
| 1989 | 第46屆威尼斯影展 | 西阿克特別獎       | 悲情城市 | 獲獎 |
| 2004 | 第61屆威尼斯影展 | 金獅獎             | 咖啡時光 | 提名 |

### 柏林影展
| 年份 | 頒獎典禮       | 獎項               | 影片     | 結果 |
| ---- | -------------- | ------------------ | -------- | ---- |
| 1986 | 第36屆柏林影展 | 費比西獎新電影論壇 | 童年往事 | 獲獎 |

### 香港電影金像獎
| 年份 | 頒獎典禮             | 獎項         | 影片       | 結果 |
| ---- | -------------------- | ------------ | ---------- | ---- |
| 2006 | 第25屆香港電影金像獎 | 最佳亞洲電影 | 最好的時光 | 提名 |

### 金馬獎
| 年份 | 頒獎典禮     | 獎項                   | 影片           | 結果 |
| ---- | ------------ | ---------------------- | -------------- | ---- |
| 1980 | 第17屆金馬獎 | 最佳改編劇本           | 早安台北       | 提名 |
| 1982 | 第19屆金馬獎 | 最佳劇情片             | 在那河畔青草青 | 提名 |
| 1982 | 第19屆金馬獎 | 最佳導演               | 在那河畔青草青 | 提名 |
| 1983 | 第20屆金馬獎 | 最佳改編劇本           | 小畢的故事     | 獲獎 |
| 1984 | 第21屆金馬獎 | 最佳劇情片             | 風櫃來的人     | 提名 |
| 1984 | 第21屆金馬獎 | 最佳導演               | 風櫃來的人     | 提名 |
| 1984 | 第21屆金馬獎 | 最佳改編劇本           | 油麻菜籽       | 獲獎 |
| 1985 | 第22屆金馬獎 | 最佳劇情片             | 童年往事       | 提名 |
| 1985 | 第22屆金馬獎 | 最佳導演               | 童年往事       | 提名 |
| 1985 | 第22屆金馬獎 | 最佳原創劇本           | 童年往事       | 獲獎 |
| 1985 | 第22屆金馬獎 | 最佳男主角             | 青梅竹馬       | 提名 |
| 1989 | 第26屆金馬獎 | 最佳劇情片             | 悲情城市       | 提名 |
| 1989 | 第26屆金馬獎 | 最佳導演               | 悲情城市       | 獲獎 |
| 1993 | 第30屆金馬獎 | 最佳劇情片             | 戲夢人生       | 提名 |
| 1995 | 第32屆金馬獎 | 最佳劇情片             | 好男好女       | 提名 |
| 1995 | 第32屆金馬獎 | 最佳導演               | 好男好女       | 獲獎 |
| 1998 | 第35屆金馬獎 | 評審團大獎             | 海上花         | 獲獎 |
| 1998 | 第35屆金馬獎 | 最佳導演               | 海上花         | 提名 |
| 2005 | 第42屆金馬獎 | 最佳劇情片             | 最好的時光     | 提名 |
| 2005 | 第42屆金馬獎 | 最佳導演               | 最好的時光     | 提名 |
| 2005 | 第42屆金馬獎 | 年度最佳台灣電影工作者 | 最好的時光     | 獲獎 |
| 2005 | 第42屆金馬獎 | 最佳原創劇本           | 最好的時光     | 提名 |
| 2015 | 第52屆金馬獎 | 最佳劇情片             | 刺客聶隱娘     | 獲獎 |
| 2015 | 第52屆金馬獎 | 最佳導演               | 刺客聶隱娘     | 獲獎 |
| 2015 | 第52屆金馬獎 | 年度台灣傑出電影工作者 | 刺客聶隱娘     | 獲獎 |
| 2020 | 第57屆金馬獎 | 終身成就獎             |                | 獲獎 |

### 歐洲電影獎
| 年份 | 頒獎典禮         | 獎項       | 影片                 | 結果 |
| ---- | ---------------- | ---------- | -------------------- | ---- |
| 2001 | 第14屆歐洲電影獎 | 環球銀幕獎 | 千禧曼波之薔薇的名字 | 提名 |

### 東京影展
| 年份 | 頒獎典禮             | 獎項     | 結果 |
| ---- | -------------------- | -------- | ---- |
| 2005 | 第18屆東京國際電影節 | 黑澤明獎 | 獲獎 |

### 釜山影展
| 年份 | 頒獎典禮            | 獎項             | 結果 |
| ---- | ------------------- | ---------------- | ---- |
| 2001 | 第6屆釜山國際電影節 | 榮譽獎           | 獲獎 |
| 2004 | 第9屆釜山國際電影節 | 亞洲年度電影人獎 | 獲獎 |

### 盧卡諾影展
| 年份 | 頒獎典禮         | 獎項                      | 影片       | 結果 |
| ---- | ---------------- | ------------------------- | ---------- | ---- |
| 1985 | 第38屆盧卡諾影展 | 天主教人道精神獎-特別提及 | 冬冬的假期 | 獲獎 |
| 2007 | 第60屆盧卡諾影展 | 終生成就獎榮譽金豹獎。    |            | 獲獎 |

### 華語電影傳媒大獎
| 年份 | 頒獎典禮               | 獎項       | 影片       | 結果 |
| ---- | ---------------------- | ---------- | ---------- | ---- |
| 2006 | 第6屆華語電影傳媒大獎  | 最佳電影獎 | 最好的時光 | 提名 |
| 2016 | 第16屆華語電影傳媒盛典 | 最佳電影獎 | 刺客聶隱娘 | 獲獎 |
| 2016 | 第16屆華語電影傳媒盛典 | 最佳導演獎 | 刺客聶隱娘 | 獲獎 |

### 亞洲電影大獎
| 年份 | 頒獎典禮           | 獎項       | 影片       | 結果 |
| ---- | ------------------ | ---------- | ---------- | ---- |
| 2014 | 第8屆亞洲電影大獎  | 終身成就獎 |            | 獲獎 |
| 2016 | 第10屆亞洲電影大獎 | 最佳導演   | 刺客聶隱娘 | 獲獎 |
| 2016 | 第10屆亞洲電影大獎 | 最佳影片   | 刺客聶隱娘 | 獲獎 |

### 伊斯坦堡國際電影節
| 年份 | 頒獎典禮                 | 獎項               | 影片     | 結果 |
| ---- | ------------------------ | ------------------ | -------- | ---- |
| 2005 | 第24屆伊斯坦堡國際電影節 | 最佳電影金鬱金香獎 | 咖啡時光 | 獲獎 |

### 長春電影節
| 年份 | 頒獎典禮            | 獎項             | 影片     | 結果 |
| ---- | ------------------- | ---------------- | -------- | ---- |
| 1996 | 第3屆中國長春電影節 | 最佳導演         | 好男好女 | 獲獎 |
| 1996 | 第3屆中國長春電影節 | 最佳華語故事片獎 | 好男好女 | 獲獎 |

### 中國電影導演協會
| 年份 | 頒獎典禮         | 獎項           | 結果 |
| ---- | ---------------- | -------------- | ---- |
| 2016 | 中國電影導演協會 | 年度港台導演獎 | 獲獎 |

### 亞太影展
| 年份   | 頒獎典禮       | 獎項     | 影片       | 結果 |
| ------ | -------------- | -------- | ---------- | ---- |
| 1984年 | 第29屆亞太影展 | 最佳導演 | 冬冬的假期 | 獲獎 |
| 1995年 | 第40屆亞太影展 | 最佳導演 | 好男好女   | 獲獎 |
| 1998年 | 第43屆亞太影展 | 最佳導演 | 海上花     | 獲獎 |

### 南特影展
| 年份   | 頒獎典禮      | 獎項       | 影片       | 結果 |
| ------ | ------------- | ---------- | ---------- | ---- |
| 1984年 | 第6屆南特影展 | 金熱氣球獎 | 風櫃來的人 | 獲獎 |
| 1985年 | 第7屆南特影展 | 金熱氣球獎 | 冬冬的假期 | 獲獎 |

### 中华民国勋章奖章
- 二等景星勋章（2015年6月9日于台北总统府颁授[14]）

### 其他
- 1999年，獲封鄉村之聲電影投票獎（英语：Village Voice Film Poll）（村聲電影票選）十年（1990年代）最佳導演。[15]
- 1999年，獲得福岡亞洲文化獎大獎。
- 2005年，獲得第九屆國家文藝獎。
- 2007年，獲得香港浸會大學頒發榮譽博士學位[16]，並出任香港浸大電影電視系MFA 課程榮譽顧問，並舉行為期四日的侯孝賢導演大師班。
- 2008年，以《紅氣球》獲得IndieWire影評人獎（英语：IndieWire Critics Poll）年度最佳電影及最佳導演。[17]
- 2011年，獲得第六屆總統文化獎文藝獎。
- 2013年，獲得第三十二屆行政院文化獎。
- 2015年，擔任威尼斯影展評審團成員。
- 2020年，獲得洛杉磯影評人協會頒發2020年獎項（英语：2020 Los Angeles Film Critics Association Awards）的終身成就獎。[18]

## 政治與社會活動
- 1992年，參加朱高正所創的中華社會民主黨，並參選中華社會民主黨的不分區國大代表。
- 2003年，發起族群平等聯盟，參與臺灣民主學校[19]推薦藍博洲等人選。
- 2003年，參與民主行動聯盟的活動。
- 2005年，支持「張亞中等150人聯盟」（民主行動聯盟）參與2005年5月參選任務型國大代表。
- 2008年，聲援反對臺北縣三鶯部落拆遷活動。

## 參與作品

### 唱片主唱
- 1992年《夢中人》、《無聲的所在》一曲與林強合唱。(收錄於《少年吔，安啦！》 電影原聲帶)
- 1997年《太陽》台語專輯

### MV部分
- 1992年《無聲的所在》與林強合唱演出
- 1998年 鄭中基《不許人佔有》 擔任MV監製一職，導演姚宏易

### 動畫監製
- 1995年 孔子傳

### 廣告部分
- 1991年 日本触媒  擔任導演一職
- 2001年 キリンビバレッジ 聞茶(日本 KIRIN 聞茶)擔任導演一職
- 2006年 AIR FRANCE - By the lake (法國航空)擔任導演一職
- 2010年 2010金馬影展形象廣告 擔任演出

### 電影部分
以台灣原始片名為主：

#### 導演
- 1981年 《就是溜溜的她》 Lovable You
- 1982年 《風兒踢踏踩》 Cheerful Wind
- 1982年 《在那河畔青草青》 Green, Green Grass of Home
- 1983年 《兒子的大玩偶》 The Sandwich Man
- 1983年 《風櫃來的人》 The Boys From Fengkuei
- 1984年 《的假期》 A Summer At Grandpas
- 1985年 《童年往事》 A Time To Live, A Time To Die
- 1986年 《戀戀風塵》 Dust In The Wind
- 1987年 《尼羅河女兒》 Daughter of The Nile
- 1989年 《悲情城市》 A City of Sadness
- 1993年 《戲夢人生》 The Puppetmaster
- 1995年 《好男好女》 Good Men, Good Women
- 1996年 《南國再見，南國》 Goodbye South, Goodbye
- 1998年 《海上花》 Flowers of Shanghai
- 2001年 《千禧曼波》 Millennium Mambo
- 2003年 《珈琲時光》 Coffee Jikou
- 2005年 《最好的時光》 Three times
- 2007年 《紅氣球》 Le Voyage du Ballon rouge
- 2007年 《浮光掠影─每個人心中的電影院》中的〈電姬館〉 The Electric Princess House
- 2011年 《10+10》中的〈黃金之弦〉
- 2015年 《刺客聶隱娘》 The Assassin
- 籌備中：《舒蘭河上》、《我將前往的遠方》（因身體因素，已停拍）

#### 副導演
- 1975年 《雲深不知處》
- 1975年 《近水樓台》
- 1975年 《桃花女鬥周公》
- 1979年 《悲之秋》
- 1979年 《早安台北》 Good morning , Taipei

#### 編劇
- 1975年 《桃花女鬥周公》
- 1978年 《煙波江上》 Love On A Foggy River
- 1979年 《秋蓮》
- 1979年 《早安台北》 Good morning , Taipei
- 1980年 《就是溜溜的她》 Lovable You
- 1980年 《天涼好個秋》 Spring in Autumn
- 1980年 《我踏浪而來》 Lover On The Wave
- 1981年 《蹦蹦一串心》
- 1981年 《風兒踢踏踩》 Cheerful Wind
- 1982年 《在那河畔青草青》 Green,Green Grass of Home
- 1982年 《俏如彩蝶飛飛飛》 Six Is Company
- 1983年 《小畢的故事》 Growing Up
- 1983年 《油麻菜籽》 Ah Fei
- 1984年 《的假期》A Summer at Grandpas
- 1985年 《最想念的季節》 My Favorite Season
- 1985年 《青梅竹馬》 Taipei Story
- 1985年 《童年往事》 A Time to Live， A Time to Die

#### 監製
- 1991年 《大紅燈籠高高掛》 Raise the Red Lantern
- 1992年 《少年吔，安啦！》 Dust of Angels
- 1993年 《只要為你活一天》 Treasure Island
- 1994年 《多桑》 A Borrowed Life
- 1995年 《去年冬天》 Heartbreak Island
- 2000年 《命帶追逐》 Mirror Image
- 2006年 《愛麗絲的鏡子》 Reflections
- 2010年 《第36個故事》 Taipei Exchanges
- 2010年 《有一天》 One Day
- 2010年 《到阜陽600里》 Return Ticket
- 2011年 《金城小子》 Hometown Boy
- 2013年 《看見台灣》 Beyond Beauty - TAIWAN FROM ABOVE
- 2016年 《日常對話》 Small Talk
- 2017年 《強尼．凱克》 Missing Johnny
- 2018年 《范保德》Father to Son
- 2018年 《紅盒子》 father
- 2022年 《我心我行》Salute
- 2023年 《老狐狸》 Old Fox
- 2024年 《女兒的女兒》 Daughter's Daughter
- 2024年 《白衣蒼狗》 Mongrel

#### 製片
- 1991年 《大紅燈籠高高掛》 Raise the Red Lantern

#### 策劃
- 1992年 《棋王》 King of Chess

#### 演員
- 1983年 《風櫃來的人》 The Boys From Fengkuei
- 1983年 《海灘的一天》 That Day, on the Beach
- 1984年 《我愛瑪莉》 I Love Mary
- 1985年 《青梅竹馬》 Taipei Story
  - 獲1985年第二十二屆金馬獎最佳男主角提名
- 1986年 《福德正神》
- 1986年 《老娘夠騷》 Soul
- 1997年 《男生女相》 Yang±Yin: Gender in Chinese Cinema
- 1997年 《侯孝賢畫像》 HHH - Un portrait de Hou Hsiao-Hsien
- 2010年 《海上傳奇》 I Wish I Knew
- 2013年 《青春派》 Young Style

### 電視部分

#### 監製
- 2022年 《良辰吉時》

## 相關文獻及學術研究
（按照作者姓氏漢語拼音順序排列，書籍篇章及期刊論文不收入）
- Assayas, Olivier，2000，侯孝賢，林志明等譯。臺北：國家電影資料館。
- 蔡佩娟，1993，〈悲情城市〉的論述建構：市場行銷、類型與歷史敘事。輔仁大學大眾傳播學系碩士論文。
- 陳儒修，1993，臺灣新電影的歷史文化經驗。臺北：萬象圖書。
- 黃美鳳，1998，侯孝賢電影暨其美學涵意初探。國立中央大學哲學研究所碩士論文。
- 黃婷，2001，千禧曼波電影筆記：侯孝賢的電影。臺北：麥田出版。
- 林慧婷，2004，記憶、想像與歷史的疊印：電影《好男好女》的真實與虛構。國立政治大學廣播電視學研究所碩士論文。
- 林文淇、沈曉茵、李振亞編，2000，戲戀人生：侯孝賢電影研究。臺北：麥田出版。
- 呂亭潁，2000，侯孝賢電影風格研究。華梵大學東方人文思想研究所碩士論文。
- Shen, Shiao-ying（沈曉茵）. 1995. Permutations of the Foreign/er: A Study of the Works of Edward Yang, Stan Lai, Chang Yi, and Hou Hsiao-hsien. Ph.D. diss., Cornell University.
- 田村志津枝（日语：田村志津枝），1990，侯孝賢の世界：臺灣ニューシネマの旗手。東京都：岩波。
- 田村志津枝，1992，悲情城市の人びと：臺灣と日本のうた。東京都：晶文社。
- 張世倫，2001，臺灣「新電影」論述形構之歷史分析(1965～2000)。國立政治大學新聞研究所碩士論文。
- 張瓊云，2001，電影音樂的符號性：以侯孝賢的電影為例。東吳大學音樂學系碩士論文。

## 外部連結
- 侯孝賢在互联网电影资料库（IMDb）上的資料（英文）
- 侯孝賢在香港影庫上的簡介
- 侯孝賢在豆瓣上的资料（简体中文）
- 侯孝賢在时光网上的簡介（简体中文）
- 侯孝賢在台灣電影網上的資料（繁體中文）
- Hou Hsiao-Hsien at Strictly Film School
- Parametric Narration and Optical Transition Devices: Hou Hsiao-hsien and Robert Bresson in Comparison （页面存档备份，存于）, Senses of Cinema article on the style of Flowers of Shanghai by Colin Burnett